# John Armstrong, Jr.

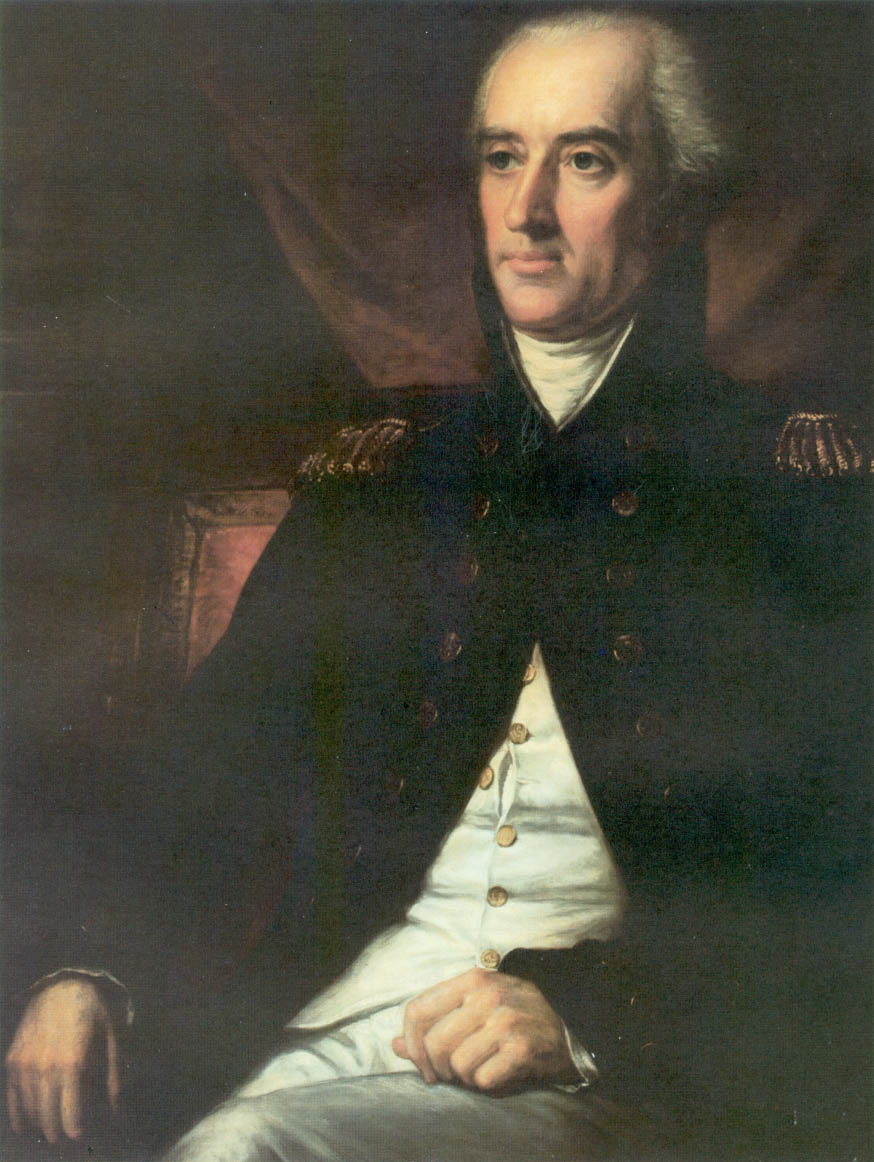
John Armstrong, Jr.

John Armstrong, Jr., född 25 november 1758 i Carlisle, Pennsylvania, död 1 april 1843 i Red Hook, New York, var en amerikansk politiker (demokrat-republikan). Han var son till generalen och politikern John Armstrong, Sr..
Han studerade vid College of New Jersey (numera Princeton University) och avbröt studierna där för att delta i Nordamerikanska frihetskriget.
Han var delegat från Pennsylvania till kontinentala kongressen 1787 och 1788. Han gifte sig 1789 med Alida Livingston, syster till politikern Robert R. Livingston. Han flyttade sedan till Dutchess County, New York.
Han blev 1800 ledamot av USA:s senat från New York när senator John Laurance avgick. Armstrong själv avgick i februari 1802 och efterträddes av DeWitt Clinton. Clinton avgick redan 1803 för att bli borgmästare i New York. Armstrong ersatte Clinton för en kort tid och efterträdde följande år delstatens andre senator Theodorus Bailey. Armstrong innehade Baileys gamla mandat i klass 1 (Class 1) i fyra månader, innan han avgick på nytt för att bli USA:s minister i Frankrike.
Armstrong ledde USA:s diplomatiska beskickning i Frankrike 1804-1810. Han tjänstgjorde som USA:s krigsminister under president James Madison 1813-1814. 1812 års krig pågick under Armstrongs tid som krigsminister och han blev tvungen att avgå när brittiska trupper brände Washington, D.C.